# Fiesta de la Sensa

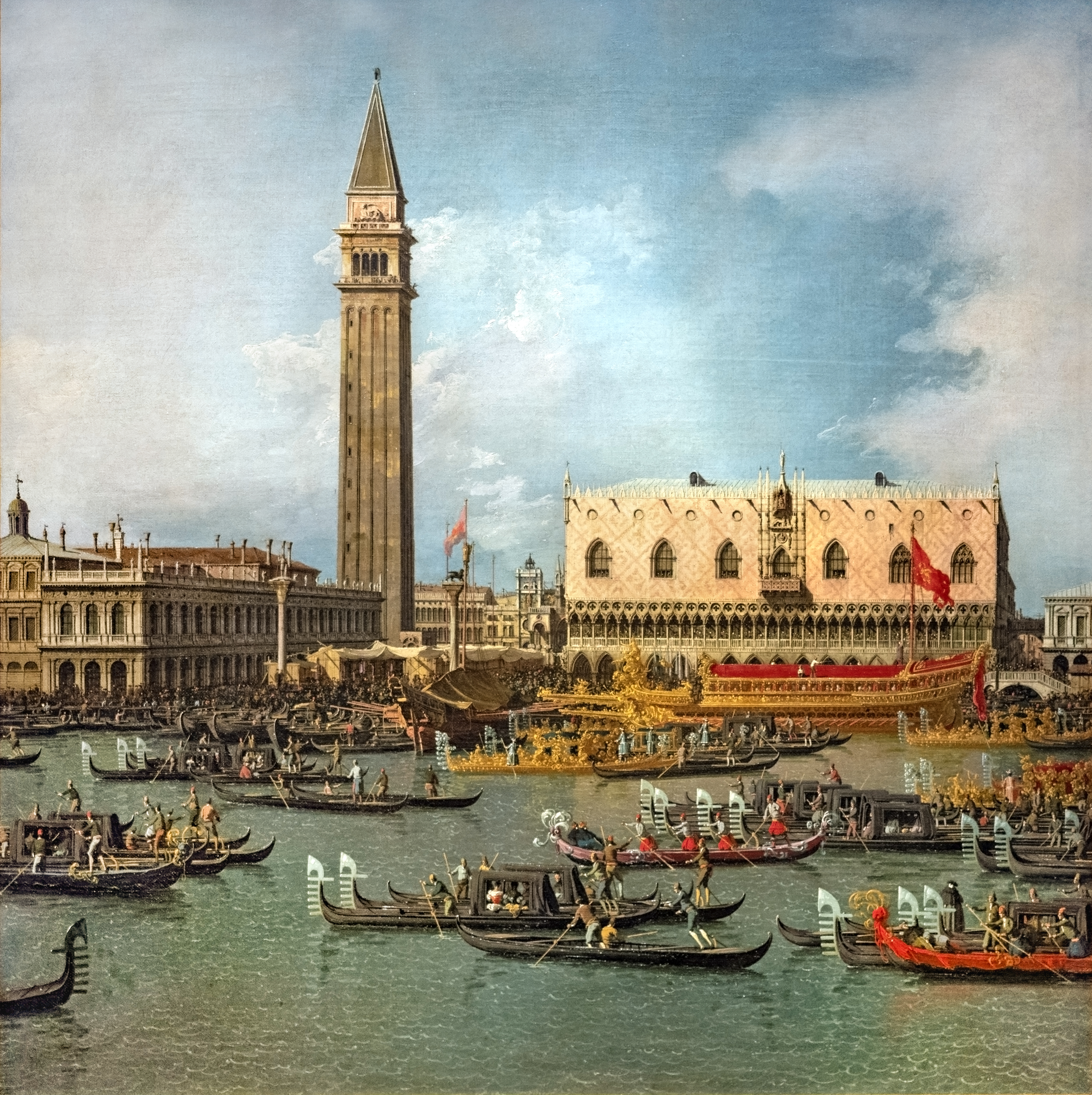
El Bucintoro regresa al Molo (muelle) el día de la Ascensión,
obra de Canaletto (1738).

La Fiesta de la Sensa (del véneto, «ascensión») es una festividad de Venecia celebrada el día de la Ascensión.

## Origen
Era la fiesta más importante de la República de Venecia y tenía su origen en la conmemoración de la conquista de Dalmacia en torno al año 1000 por el dux Pietro II Orseolo.

## El Matrimonio con el Mar
Adquiere la forma ritual conocida cuando el papa Alejandro III y el emperador Federico Barbaroja firman la Paz en Venecia el 24 de julio de 1177, poniendo fin al conflicto entre ambos. El papa regaló un anillo al dux Sebastián Ziani como agradecimiento a sus servicios con el que debía cumplir cada año el rito conocido como «Matrimonio con el Mar».
Este rito consistía en un matrimonio simbólico con el mar que marcaba el comienzo de la fiesta. El dux, a bordo del Bucintoro con el resto de autoridades de la República y seguido por un cortejo popular de barcas, debía lanzar el anillo al mar y pronunciar la fórmula «Desponsamus te, mare nostrum, in signum ven perpetuique dominii» («Te desposamos, mar, como signo de eterno dominio»).
Desde 1965 esta ceremonia se ha recuperado como recreación histórica.